# Hornorýnský kraj

Mapa Hornorýnského kraje

Hornorýnský kraj či též Hornorýnský říšský kraj, někdy také jen Rýnský kraj (německy Oberrheinischer Reichskreis, latinsky Circulus Rheni superior, anglicky Upper Rhenish Circle) byl jedním z deseti krajů Svaté říše římské. Existoval v letech 1500–1806, tedy po celou dobu trvání instituce říšských krajů, ovšem po míru v Lunéville ztratil spolu s říší přes polovinu krajského území. Sdružoval až 72 stavů na západě říše a převažovali v něm evangeličtí stavové, z nichž byl zvláště výrazný podíl helvétské konfese. Silné bylo taktéž zastoupení říšských měst.

## Členové kraje
Vysvětlivky: K – subjekt s knížecím titulem, V – člen kraje, jemuž náležel virilní hlas na říšském sněmu

### Lavice duchovních knížat a prelátů
- Wormské biskupství K, V
- Špýrské biskupství K, V
- Štrasburské biskupství, K, V
- Basilejské biskupství K, V
- Besançonské arcibiskupství K, V
- Sionské biskupství K, V
- Ženevské biskupství K, V
- Biskupství Lausanne K, V
- Métské biskupství K, V (1552/1648 součást Francie)
- Toulské biskupství K, V (1552/1648 součást Francie)
- Verdunské biskupství K, V (1552/1648 součást Francie)

### Lavice světských knížat
- Lotrinské vévodství K, V, roku 1542 nahrazeno   Markrabstvím Pont-à-Mousson, od r. 1736 nahrazeno personalistou  Markrabstvím Nomény, z kraje vyloučeno r. 1766
- Savojské vévodství K, V
- Oranžské knížectví K, V
- Přední hrabství (Vordergrafschaft) Sponheim (v rukou markraběte bádensko-bádenského)
- Hesenské lankrabství
  -  Hesensko-kasselské lankrabství (od r. 1803 kurfiřtství) K, V
  -  Hesensko-darmstadtské lankrabství K, V
- Zadní hrabství (Hintergrafschaft) Sponheim (v rukou falckraběte falcko-simmernského)
- Falcko-zweibrückenské vévodství K, V
- Falcko-veldenzké knížectví K, V

### Lavice prelátů
- Weißenburské okněžněné proboštství K, V
- Rytířský konvent a proboštství Odenheim a Bruchsal (v personální unii se Špýrským biskupstvím)
- Fuldské opatství (od r. 1752 biskupství) K, V
- Hersfeldské knížectví (v držbě Hesenska-Kasselska, od r. 1606) K, V
- Murbašské opatství K, V
- Opatství Sv. Jiří v Münsteru in Gregorienthal
- Prümské opatství (od r. 1576 personální unie s Trevírským kurfiřtstvím) K, V
- Heitersheimské knížectví maltézského velkopřevora K, V
- Kaufungenský klášter/konvent

### Lavice hrabat a pánů
Hrabata a páni v matrice z roku 1532
- Nasavsko-saarbrückenské okněžněné hrabství K
- Nasavsko-idsteinské okněžněné hrabství K
- Reipoltskirchenské panství
- Hrabství Kriechingen
- Falkensteinské hrabství
- Hrabství Bitche
- Hrabství (Horní) Salm K, V
- Hanavsko-lichtenberské hrabství
- Hrabství Leiningen-Dachsburg
  - hrabě/kníže Leinnigen-Hartenburg
  - hrabě Leiningen-Guntersblumm
  - hrabě Leiningen-Heidesheim
- Panství Rappoltstein
- Panství Thierstein a Hochkönigsburg
- Hrabství Blamont
- Hrabství Stolberg
- Hrabství Isenburg-Büdingen
  - hrabata Isenburg-Büdingen
  - hrabata Isenburg-Meerholz
  - hrabata Isenburg-Marienburg
  - hrabata Isenburg-Wächtersbach
- Hrabství Solms-(Braunfels)
- Hrabství Leiningen-Westerburg
- Hanavsko-münzenberské hrabství (od r. 1736 součást Hesensko-Kasselska)
- Hrabství (Sayn)-Wittgenstein K
- Waldecké hrabství
- Panství Plessen
- Purkrabství Friedberg
- Gelnhausenské purkrabství

Hrabata a páni přistoupivší během 16. a 17. století
- "Pustinné hrabství" Kyrburg K, V (od r. 1696)
- Nasavsko-weilburské okněžněné hrabství K
- Nasavsko-usingenské okněžněné hrabství K
- Nasavsko-saarbrückenské hrabství K
- Hrabství Lich
- Hrabství Hohensolms
- Hrabství Königstein
- Hrabství Isenburg-Offenbach
- Hrabství Isenburg-Birstein K
- "Porýnské hrabství" Grumbach
- "Porýnské hrabství" (Rheingrafen)Stein
- "Pustinné hrabství" Dhaun
- Hrabství (Sayn)-Wittgenstein-Berleburg
- Panství Reipoltskirchen
- Hrabství Olbrück

Hrabata a páni přistoupivší v 18. století
- Panství Bretzenheim (od r. 1707)
- Hrabství Warttenberg (od r. 1707)

### Lavice říšských měst
Symbolem "10" jsou označena města alsaské Decapolis, odstoupená r. 1679 nijmegenským mírem Francii
- Worms
- Frankfurt nad Mohanem
- Štrasburk
- Špýr
- Friedberg
- Wetzlar
- Hagenau (Haguenau) 10
- Landau 10
- Kaysersberg 10
- Türkheim (Turckheim) 10
- Münster im Gregorienthal (Munster) 10
- Oberehnheim (Obernei) 10
- Colmar 10
- Rosheim 10
- Schlettstadt (Sélestat) 10
- Weißenburg (Wissembourg) 10
- Mety (1552/1648 součást Francie)
- Toul (1552/1648 součást Francie)
- Verdun (1552/1648 součást Francie)
- Saarbrücken – snad chybně uveden
- Besançon – v době po vzniku kraje již nebyl říšsky bezprostřední, od r. 1679 součást Francie
- Mulhouse 10